# Jan Stefan Witkowski

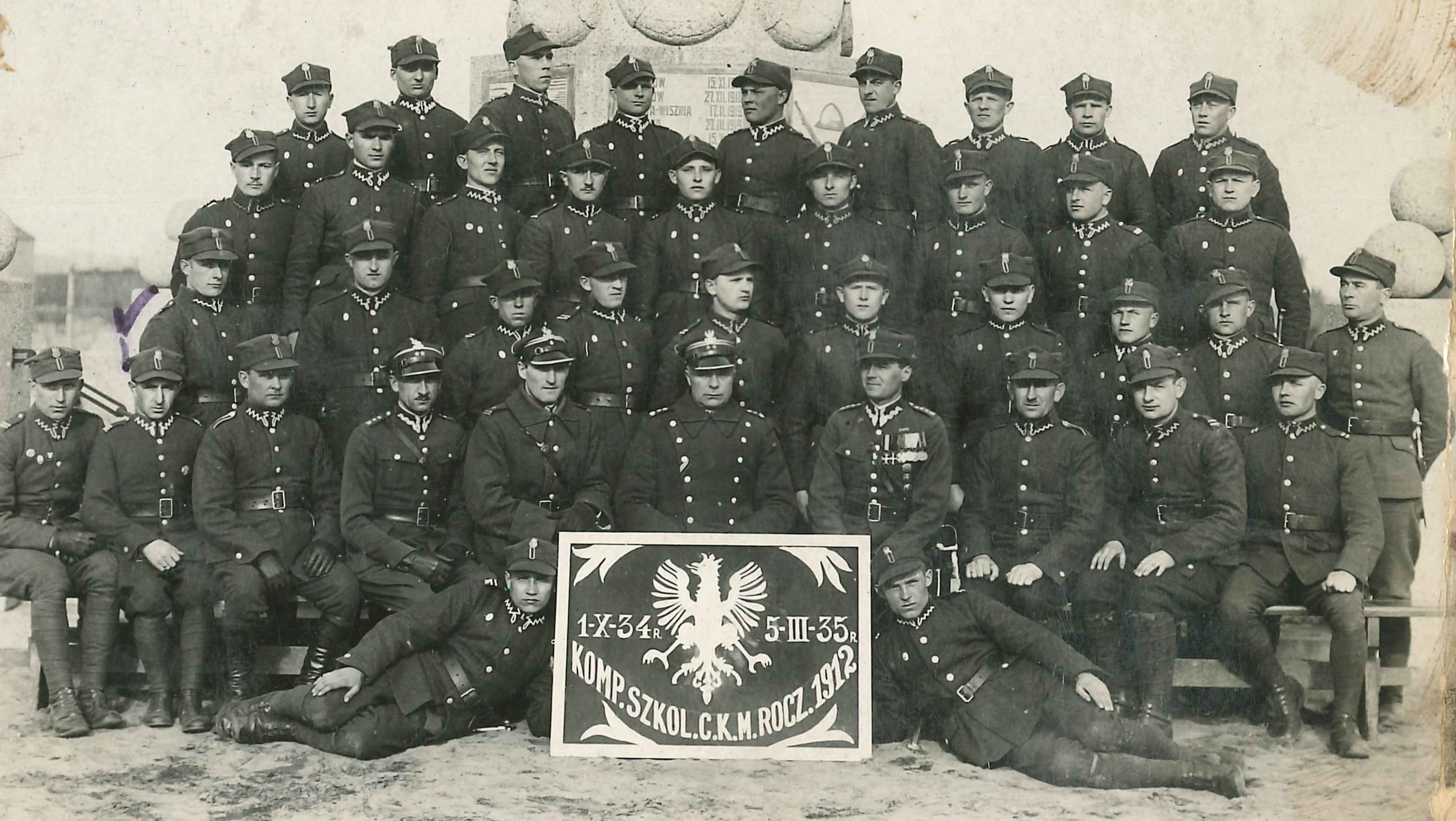
Kompania szkolna ckm 14 pp w dniu 5 marca 1935. Siedzą od prawej: 4 – kpt. Jan Stefan Witkowski, 5 – ppłk Franciszek Sudoł, 6 – mjr Aleksander Fiszer, 7 – por. Ryszard Jagiełło.

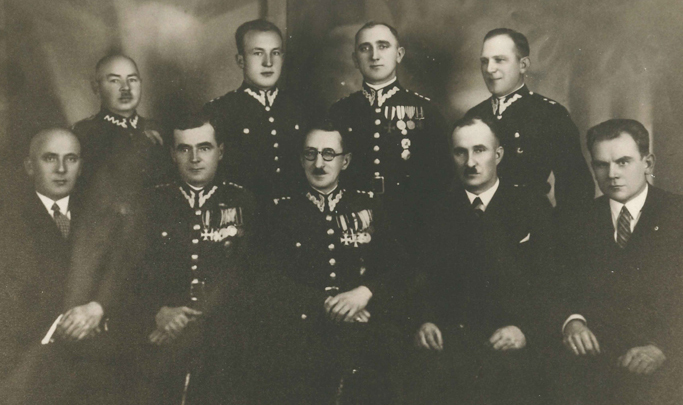
Zarząd Wojskowego Klubu Sportowego Cuiavia (1935). Trzeci od prawej siedzi ppłk Hugo Mijakowski, a czwarty kpt. Jan Stefan Witkowski. W górnym rzędzie stoją od prawej: ppor. Mieczysław Kłosiński, por. Józef Koziński i ppor. Feliks Stawicki.

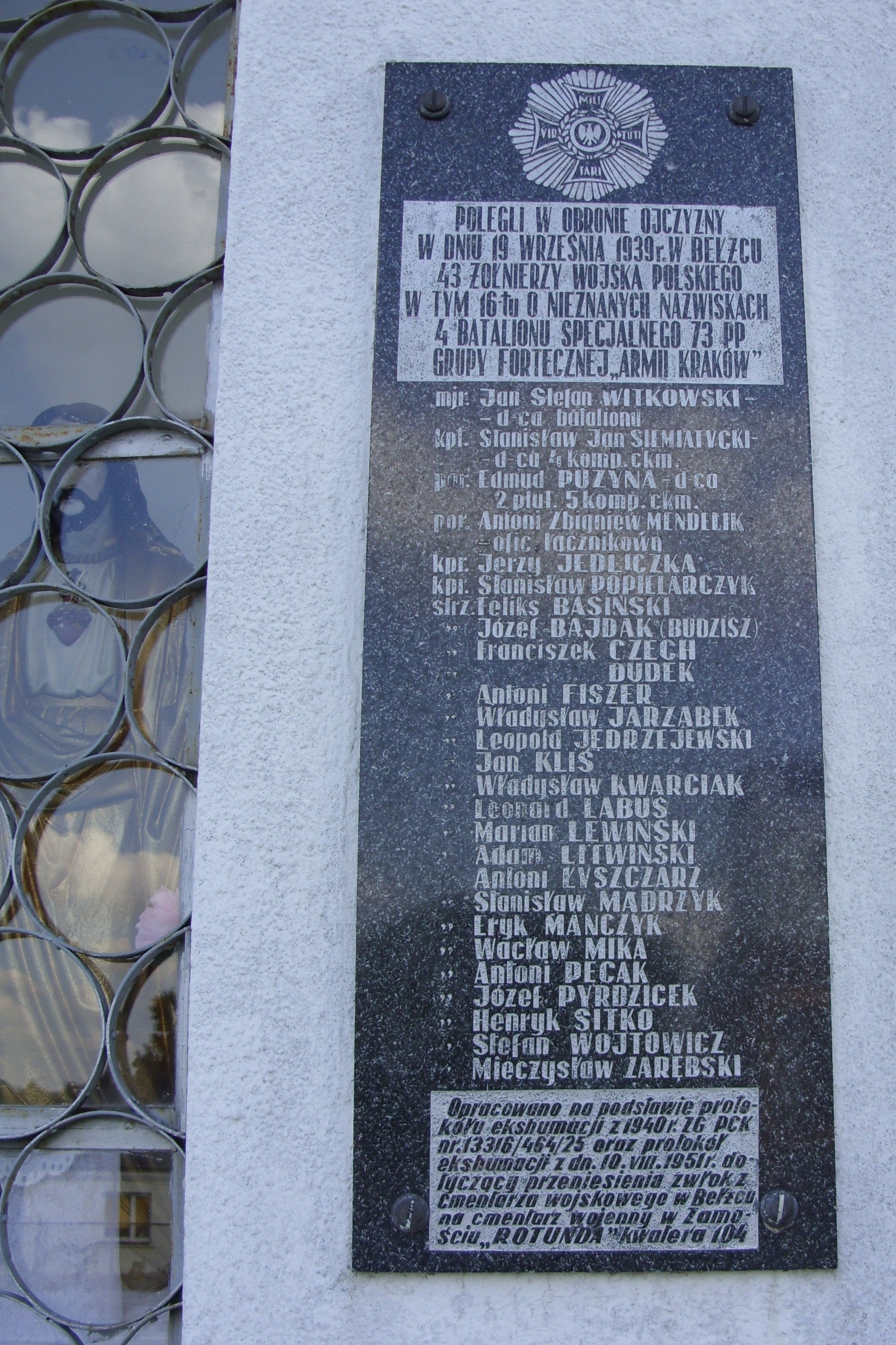
Jan Stefan Witkowski upamiętniony na tablicy poległych żołnierzy IV batalionu 73 pułku piechoty (Bełżec).

Jan Stefan Witkowski (ur. 10 sierpnia 1897 w Warszawie, zm. 21 września 1939 w szpitalu w Rawie Ruskiej) – major piechoty Wojska Polskiego, w czasie kampanii wrześniowej dowódca IV batalionu 73 pułku piechoty, kawaler Orderu Virtuti Militari.

## Młodość
Urodzony w Warszawie, w rodzinie Jana i Stefanii Kilińskiej. Szkołę powszechną i gimnazjum ukończył w Warszawie, a następnie został słuchaczem I roku Państwowej Szkoły Budowy Maszyn i Elektrotechniki im. H. Wawelberga i S. Rotwanda. W roku 1913 wstąpił do Drużyn Strzeleckich, a od sierpnia 1914 służył w batalionie wywiadowczym POW.

## I wojna światowa
W dniu 22 sierpnia 1915 wraz z Batalionem Warszawskim POW wyruszył na front chcąc dołączyć do Legionów Polskich. Po tygodniowym marszu Batalion Warszawski połączył się (29 sierpnia 1915 w pobliżu Kopytowa) z I Brygadą Legionów Piłsudskiego. Tam został rozformowany, a jego członkowie wcieleni do Brygady. Jan Witkowski otrzymał przydział do 1 pp LP. Pełniąc służbę w 4 kompanii 1 pułku piechoty LP  walczył na frontach I wojny światowej i został internowany w Szczypiornie. Podczas transportu do Łomży uciekł z pociągu i ukrywał się w Warszawie jako Zygmunt Małecki. W Warszawie od nowa podjął działalność w Polskiej Organizacji Wojskowej i kontynuował naukę.

## Wojna polsko-bolszewicka
W dniu 4 listopada 1918, w Lublinie, wstąpił do Wojska Polskiego i otrzymał przydział do 1 pułku piechoty Ziemi Lubelskiej, przemianowanego wkrótce na 23 pp. W szeregach 23 pułku piechoty (wchodzącego w skład VI Brygady Piechoty Legionów z 3 Dywizji Piechoty Legionów) wziął udział w wojnie polsko-bolszewickiej. Zajmował między innymi stanowisko dowódcy plutonu telefonicznego w I batalionie 23 pp. Został ranny 5 września 1920 w Łosince. Za odwagę wykazaną w walkach i wzorowe dowodzenie plutonem telefonicznym (w sposób zapewniający łączność w najważniejszych momentach walk) sierżant Witkowski odznaczony został, dekretem Wodza Naczelnego marszałka Józefa Piłsudskiego (opublikowanym w Dzienniku Personalnym Ministerstwa Spraw Wojskowych Nr 21 z dnia 28 maja 1921), Krzyżem Srebrnym Orderu Wojskowego Virtuti Militari.

## Służba w Wojsku Polskim
Na dzień 1 czerwca 1921 pełnił w randze podporucznika służbę w Centrum Wyszkolenia w Wołkowysku, a jego oddziałem macierzystym był 23 pułk piechoty. Dekretem Naczelnika Państwa i Wodza Naczelnego z dnia 3 maja 1922 (dekret L. 19400/O.V.) został zweryfikowany w stopniu porucznika ze starszeństwem z dniem 1 czerwca 1919 i 1552. lokatą w korpusie oficerów piechoty. W 23 pułku piechoty z Włodzimierza Wołyńskiego pełnił służbę do 1928 zajmując: w roku 1923 – 1387. lokatę wśród poruczników piechoty, a rok później – 537. lokatę.
Rozrządzeniem Prezydenta Rzeczypospolitej Stanisława Wojciechowskiego z dnia 3 maja 1926 został awansowany do stopnia kapitana, ze starszeństwem z dniem 1 lipca 1925 i 259. lokatą w korpusie oficerów piechoty. W pierwszych miesiącach 1928 został przeniesiony macierzyście z 23 pp do kadry oficerów piechoty, z równoczesnym przydzieleniem do toruńskiej Centralnej Szkoły Strzelniczej (CSS) na stanowisko instruktora. W tym samym roku zajmował 251. lokatę wśród kapitanów piechoty ze swego starszeństwa, a na rok 1930 była to już 215. lokata w starszeństwie (a jednocześnie 1360. lokata łączna wśród kapitanów korpusu piechoty). Z dniem 7 stycznia 1930 został przydzielony (bez prawa do należności za delegację) na 8–miesięczny kurs dowódców plutonów artylerii piechoty w Szkole Strzelania Artylerii. Od dnia 21 grudnia 1930 pełnił już służbę na stanowisku referenta w Departamencie Piechoty Ministerstwa Spraw Wojskowych, do którego przeniesiono go z CSS zarządzeniem kierownika MSWojsk. – gen. dyw. Daniela Konarzewskiego. Zarządzeniem Prezydenta RP Ignacego Mościckiego z dnia 9 listopada 1931 odznaczony został, za pracę w dziele odzyskania niepodległości, Krzyżem Niepodległości. W 1932 zajmował 194. lokatę wśród kapitanów piechoty w swoim starszeństwie i nadal pełnił służbę w Departamencie Piechoty MSWojsk. (przydzielony był do Szefostwa Departamentu, którym kierował wówczas płk dypl. Józef Ćwiertniak).
W kwietniu 1932 kpt. Witkowski został przeniesiony (zarządzeniem Ministra Spraw Wojskowych – marszałka Józefa Piłsudskiego) w korpusie oficerów piechoty, z Departamentu Piechoty MSWojsk. do Korpusu Ochrony Pogranicza, co zostało ogłoszone w Dzienniku Personalnym MSWojsk. z dnia 9 grudnia 1932. Jednocześnie z dniem 6 kwietnia 1932 został oddelegowany z KOP-u (bez prawa do należności za delegację) na 6–tygodniową praktykę do warszawskiej Zbrojowni Nr 2. Od 10 lipca 1932 r. zajmował stanowisko kierownika referatu kawalerii w Oddziale Wyszkolenia Dowództwa KOP. W kwietniu 1933 r. został przeniesiony na stanowisko dowódcy kompanii szkolnej pułku KOP „Głębokie”. Służąc w KOP-ie zajmował na dzień 1 lipca 1933 – 1021. lokatę wśród wszystkich kapitanów piechoty (była to 181. lokata w swoim starszeństwie). W roku 1934 została mu nadana Odznaka Pamiątkowa KOP „Za Służbę Graniczną”.
7 czerwca 1934 ogłoszono przeniesienie (w korpusie oficerów piechoty) kpt. Jana Stefana Witkowskiego z Korpusu Ochrony Pogranicza (pułk „Głębokie”) do 14 pułku piechoty z Włocławka. Przeniesienie to nastąpiło na mocy rozkazu Ministerstwa Spraw Wojskowych – Biura Personalnego z dnia 14 marca 1934 roku. We wrześniu 1934 pełnił funkcję dowódcy 2 kompanii ckm w II batalionie włocławskiego pułku. Na dzień 5 czerwca 1935 zajmował 849. lokatę łączną wśród kapitanów piechoty (była to jednocześnie 149. lokata w swoim starszeństwie). Angażował się w rozwój sportu – został członkiem zarządu Wojskowego Klubu Sportowego „Cuiavia” we Włocławku (w skład zarządu wchodzili również inni oficerowie 14 pp: kpt. Jan Fleischmann i por. Józef Koziński). Sekcja kajakarska „Cuiavii” była członkiem Polskiego Związku Kajakowców, a kpt. Witkowski był w niej jednym z trzech mianowanych przez PZKaj. przodowników (pozostałymi byli kpt. Jan Fleischmann i por. Józef Koziński). Na dzień 21 września 1936 zajmował stanowisko dowódcy I batalionu 14 pułku piechoty. Stefan Witkowski był członkiem Związku Legionistów Polskich, zajmował również stanowisko wiceprezesa Związku Przyjaciół Harcerstwa.
Awansowany do stopnia majora został ze starszeństwem z dniem 1 stycznia 1936 i 53. lokatą w korpusie oficerów piechoty. Na dzień 12 października 1937 nadal dowodził I batalionem włocławskiego pułku. Następnie został przeniesiony z 14 pp do 73 pułku piechoty z Katowic, na stanowisko dowódcy batalionu (od roku 1938 dowodził IV batalionem tegoż pułku). Na dzień 23 marca 1939 zajmował 48 lokatę wśród majorów korpusu piechoty w swoim starszeństwie i nadal pełnił funkcję dowódcy IV batalionu 73 pp.

## Kampania wrześniowa
W kampanii wrześniowej walczył jako dowódca IV batalionu 73 pułku piechoty wchodzącego w skład Grupy Fortecznej Obszaru Warownego „Śląsk” (był to specjalny IV batalion karabinów maszynowych, który w planach operacyjnych sztabu „Obszaru Warownego Śląsk” oznaczony był jako „batalion km. spec. II”). Ze swoim oddziałem toczył boje z Niemcami na wojennym szlaku Grupy Fortecznej. Dowodzony przez niego batalion stanowił w dniu 18 września straż przednią północnej kolumny wojsk Grupy Fortecznej płk. Wacława Klaczyńskiego przebijającej się na Bełżec. O świcie 19 września IV batalion podchodzący już pod Bełżec został zaskoczony ogniem z zamaskowanego czołgu i stracił 45 poległych, a major Jan Witkowski został ciężko ranny w brzuch. Na drugi dzień został przewieziony w stanie beznadziejnym do szpitala polowego w Rawie Ruskiej (tracił już wówczas przytomność i majaczył). Zmarł w dniu 21 września 1939 o godzinie 10:00, w otoczeniu swych żołnierzy.
Pochowany został na cmentarzu parafialnym w Rawie Ruskiej.

## Rodzina
Major Jan Witkowski był żonaty, a z jego małżeństwa urodziło się dwoje dzieci: syn Zbigniew (ur. 29 listopada 1924) i córka Danuta (ur. 17 kwietnia 1927).

## Awanse
- podporucznik
- porucznik (zweryfikowany w tym stopniu został ze starszeństwem z dniem 1.6.1919)[13]
- kapitan (1.7.1925)[18][19]
- major (1.1.1936)[19]

## Ordery i odznaczenia
- Krzyż Srebrny Orderu Wojskowego Virtuti Militari (17 maja 1921)[9][10]
- Krzyż Niepodległości (9 listopada 1931)[49][39][50]
- Srebrny Krzyż Zasługi (10 listopada 1928)[51][27]
- Medal Pamiątkowy za Wojnę 1918–1921[52]
- Medal Dziesięciolecia Odzyskanej Niepodległości[52]
- Medal 10 Rocznicy Wojny Niepodległościowej (Łotwa, 1929)[53]
- Odznaka za Rany i Kontuzje[52]
- Odznaka „Za wierną służbę”[52]
- Odznaka pamiątkowa Polskiej Organizacji Wojskowej[52]
- Odznaka Pamiątkowa Więźniów Ideowych
- Odznaka pamiątkowa Korpusu Ochrony Pogranicza „Za Służbę Graniczną” (1934)